# Mall
«Mall» — пісня, яку написав і виконує албанський співак Евгент Бушпепа. Завдяки перемозі на фестивалі пісні «Festivali i Këngës» пісня буде представлена на Євробаченні 2018.